# Eberhard Preime
Eberhard Preime (* 1. März 1912 in Hersfeld; † 23. September 1941 bei Kiew) war ein deutscher Kunsthistoriker und Übersetzer altgriechischer Texte.
Eberhard Preimes Vater August Preime war Gymnasiallehrer an der „Alten Klosterschule“ in Hersfeld. Nach dem Besuch dieses Gymnasiums bis zum Abitur 1930 studierte Musikwissenschaft, Kunstgeschichte (bei Kurt Steinbart) und Philosophie in Wien, München und Marburg und wurde 1934 an der Universität Marburg bei Hermann Stephani in Musikwissenschaft promoviert. Danach war er zwei Jahre Assistent am Lehrstuhl für Kunstgeschichte der TH Aachen. Mitte 1938 wurde er als wissenschaftlicher Hilfsarbeiter am Landesmuseum Kassel angestellt und Leiter des Kupferstichkabinetts. In Kassel sammelte er einen Kreis musisch und künstlerisch Interessierter um sich und führte regelmäßig durch die Gemäldegalerie (Freunde des Kupferstichkabinetts, nach dem Zweiten Weltkrieg als „Preime-Kreis“ fortgesetzt). Er wurde im März 1939 zum Kriegsdienst eingezogen. Als Gefreiter der Wehrmacht verstarb Preime am 23. September 1941 an der Ostfront nördlich von Kiew an einem Herzschlag. Vor seinem Tod bereitete er eine Habilitation vor über Studien zur Kunst- und Geistesgeschichte im 18. Jahrhundert. Ein Teil wurde aus dem Nachlass 1942 publiziert.
Er gab in der Sammlung Tusculum die Gedichte von Solon heraus und übersetzte diese. Er übersetzte auch die Homerischen Hymnen, es kam aber nicht mehr zum Druck.
Zu seinem Freundeskreis gehörte der Leiter des Kasseler Bärenreiter-Verlags, Karl Vötterle, der seine Witwe heiratete. Vötterle gab 1948 Gedichte von Preime heraus.

## Schriften (Auswahl)
- Musik, Musikwissenschaft und Wert. Probleme einer gestalterischen Wissenschaft. Nolte, Düsseldorf 1935 (= Dissertation Marburg, mit Lebenslauf).
- Carl Friedrich Hausmann, 1825–1886. Ausstellung von Gemälden und Zeichnungen. Aachen 1935.
- Die Techniken der Druckgraphik (Sammelabdruck von Aufsätzen aus der Kasseler Post August–Oktober 1938). Kupferstich-Kabinett, Kassel 1938.
- Solon: Dichtungen. Sämtliche Fragmente; griechisch und deutsch (Sammlung Tusculum). Heimeran Verlag, München 1940. 3. Auflage 1945.
- Die Handzeichnungen von Johann Heinrich Tischbein. Bärenreiter-Verlag, Kassel 1942.
- Nun soll es wie ein Frühling sein. Sonette eines Liebenden. Bärenreiter-Verlag, Kassel 1948.